# Alypiodes bimaculata
Alypiodes bimaculata är en fjärilsart som beskrevs av Herrich-Schäffer 1853. Alypiodes bimaculata ingår i släktet Alypiodes och familjen nattflyn. Inga underarter finns listade i Catalogue of Life.